# کورنی اسوانپوئل

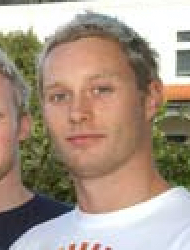
کورنی اسوانپوئل در سال ۲۰۰۷

کورنی اسوانپوئل (به انگلیسی: Corney Swanepoel) (زادهٔ ۱۷ مارس ۱۹۸۶) شناگر اهل نیوزیلند است.